# まつりば!
『まつりば!』は大都技研より発売されたパチスロ機。導入日は2016年2月8日。型式名は『まつりば！/A5』。
ボーナスゲームとARTで出玉を増やすタイプで、ARTの性能は1ゲームあたり純増約0.8枚。オリジナルの2Dアニメーションと楽曲も特徴のひとつ。コンセプトは「“楽しい”を幅広い遊技者に」とし、ボーナスを軽めに設定した。製作には『クレアの秘宝伝〜はじまりの扉と太陽の石〜』の開発チームがあたっている。

## 基本スペック
| 設定  | ボーナス合算確率 | 機械割  |
| ----- | ---------------- | ------- |
| 設定1 | 1/150.3          | 97.39%  |
| 設定2 | 1/146.9          | 98.70%  |
| 設定3 | 1/141.9          | 100.40% |
| 設定4 | 1/137.4          | 105.29% |
| 設定5 | 1/131.9          | 107.49% |
| 設定6 | 1/125.4          | 112.37% |

出典:大都吉宗CITY
天井は通常ゲーム滞在 777ゲームで発動し、次回ボーナスまでARTとなる。

### 小役
小役にはリプレイ、ベルの平役とスイカ、チェリーおよびチャンス目のレア役が存在する。リプレイ以外の払い出し枚数を下表にまとめる。
| 小役     | 払い出し | 備考                                         |
| -------- | -------- | -------------------------------------------- |
| ベル     | 6        | 太鼓の図柄だが公式ではベルとして扱っている。 |
| スイカ   | 3        |                                              |
| チェリー | 1        | リプレイの場合もあり。3つ揃いで強チェリー。  |

## ボーナスゲームとART
ボーナスゲームには7揃いのビッグボーナス2種類とレギュラーボーナス（RB）の合計 3種類がある。
赤7揃い、色違いの7揃いが普通のビッグボーナス「祭ボーナス」で、白7揃いが内部的には第二種特別役物(MB) のビッグボーナス「花火大会」となっている。これらビッグボーナスはともに払い出し247枚（純増200枚。ただしMBはそれ以下の場合あり）。レギュラーボーナスは7-7-BAR図柄揃いで最大純増104枚というスペック。いずれのボーナス中でも、ARTの抽選を行っており、当選することによりボーナスゲームの後にARTに突入する。この際に特殊ステージ「ぬん吉ステージ」をART当選の場合は必ず経由するが、ハズレの場合でも経由することがある。ボーナスゲームの当選契機は基本的にチャンス目などのレア役。
ボーナスゲーム中に当選することで「祭」と名づけられたART 状態に移行する。1セット30ゲームの完走型ということで、各セット途中のゲーム数上乗せやボーナスなどはない。すなわち必ず30ゲーム消化後に通常モードに移行するか、ART中に当選したボーナスが開放されるか、あるいはストックされていた次のセットが開始されARTが継続するかという流れになる。純増は 1ゲームあたり約 0.8枚。30ゲームの間にチャンス目などのレア役を引くことで行われる抽選によりボーナスゲームに当選することで、自動的に次回ARTが確定するので、ARTとボーナスゲームのループ状態となり、出玉が期待できる仕組み。一回のボーナスゲーム消化中に複数セットのARTに当選することもあり、この場合はその分のセットがストックされ、順次放出される。レア役はボーナスゲームだけでなく、セット数上乗せの抽選も行っている。どちらにしてもレア役を引かないと、ストックがない場合は30ゲーム消化で通常ゲームに転落することになる。
プレミアムARTである「祭Burning（バーニング）」もあり、こちらも1セット30ゲームの完走型であることに変わりはないが、リプレイ以外のすべての小役でもARTのセット数上乗せが抽選される上乗せ特化ARTである。つまり、ベル（太鼓図柄）でも抽選が行われるということ。「祭」がセット数上乗せやボーナスゲーム当選にチャンス目などのレア役が必須なのに対して、こちらはセット数追加にレア役が必ずしも必要でないということである。レア役を引ければボーナスゲームに当選することもあり、この場合は次回のセットも「祭Burning（バーニング）」が確定する。
いずれのARTも3つの異なるゲーム性をもつタイプから選択可能で、かつナビボイスは最大10以上のラインナップから選択し、組み合わせることができる。楽曲はボーナス、ART合わせて10本搭載。

## ストーリー
ほぼ年間を通して祭が開催されているという架空の町を背景として、幼馴染の3人（主人公の天馬、とライバルのクウガ、そしてヒロインの紅音）を中心とした設定があるが、通常時に常駐するステージでは基本的に天馬、紅音、妹分の小夏、友人の祭具職人である阿門の4人組による祭り風景が舞台となる。主人公一行は花火大会や祭り本番、そして祭りの華である山車による疾走を目指すことになるが、そこに立ちはだかるクウガをはじめとしたライバルたち（ツンデレ属性のチドリ、謎の外国人ピエール、年増キャラのお凛）との掛け合いが主な演出となる。周囲には、たぬき似のキツネや祭の女神、果ては「祭りを極めし者」を自称する大男までが登場する。
15歳になった天馬は幼い頃から夢見てきた太鼓を、クウガは花火の打ち上げをもって祭りを盛り上げることを目指す。

### 主な登場人物
天馬（てんま）
声 - 平田真菜
本機の主人公。15歳。幼い頃に聞いた祭の太鼓に感動してより、ずっと太鼓の練習ばかりをし、ついに晴れの舞台に上がれる日が訪れた。太鼓命のため、恋愛不器用な熱血少年。紅音と交した昔の約束を覚えているかは不明だが、無意識ながら友人以上の感情を持っている。
紅音（あかね）
声 - 東山奈央
歌って踊れる正統派大都ヒロインかつ怪力属性つきのお転婆娘。幼い頃天馬と交した約束を今も覚えているが、天馬本人がこの点においてははっきりしない性格のため喧嘩になることもある。要は天馬が好き。
クウガ
声 - 松岡禎丞
天馬と紅音の幼馴染という不憫な役柄のライバル。天馬が太鼓に情熱を傾けるように、クウガは花火に情熱を傾けている。紅音が天馬に気を向けているのに感づいてから、天馬をライバルとして認識するようになった。負けず嫌いなので天馬の太鼓より目立ちたい。
小夏
声 - 阿澄佳奈
天馬と紅音の妹分。元気印の幼女で、どんな動物とも仲良くなれるという特技をもつ。天馬にあこがれている。別腹。